# Jan van Mussem
Jan van Mussem (Wormhout, 16e-17e eeuw) was een Zuid-Nederlands humanist en kenner van het Latijn.

## Levensloop
Hij noemde zich magister en hij vertaalde Latijnse teksten in het Nederduits.

## Publicatie
- Rhetorica, die edele const van welsegghen, ghenomen uyt de onde vermaerste Rhetorisienen ende Orateuren, als Cicero, Quinctilianus, ende meer andere - overghestelt uyt den Latijnen in ghemeender spraken. Nu van nieus oversien, Gouda, Jac. Migoen, 1607